# Hoya (Németország)
Hoya egy község Németországban, a Weser-Nienburgi járásban. Lakosainak száma 4020 fő (2023. december 31.).

## Fekvése
Nienburgtól északkeletre, a Weser folyó mellett épült település.

## Történelme

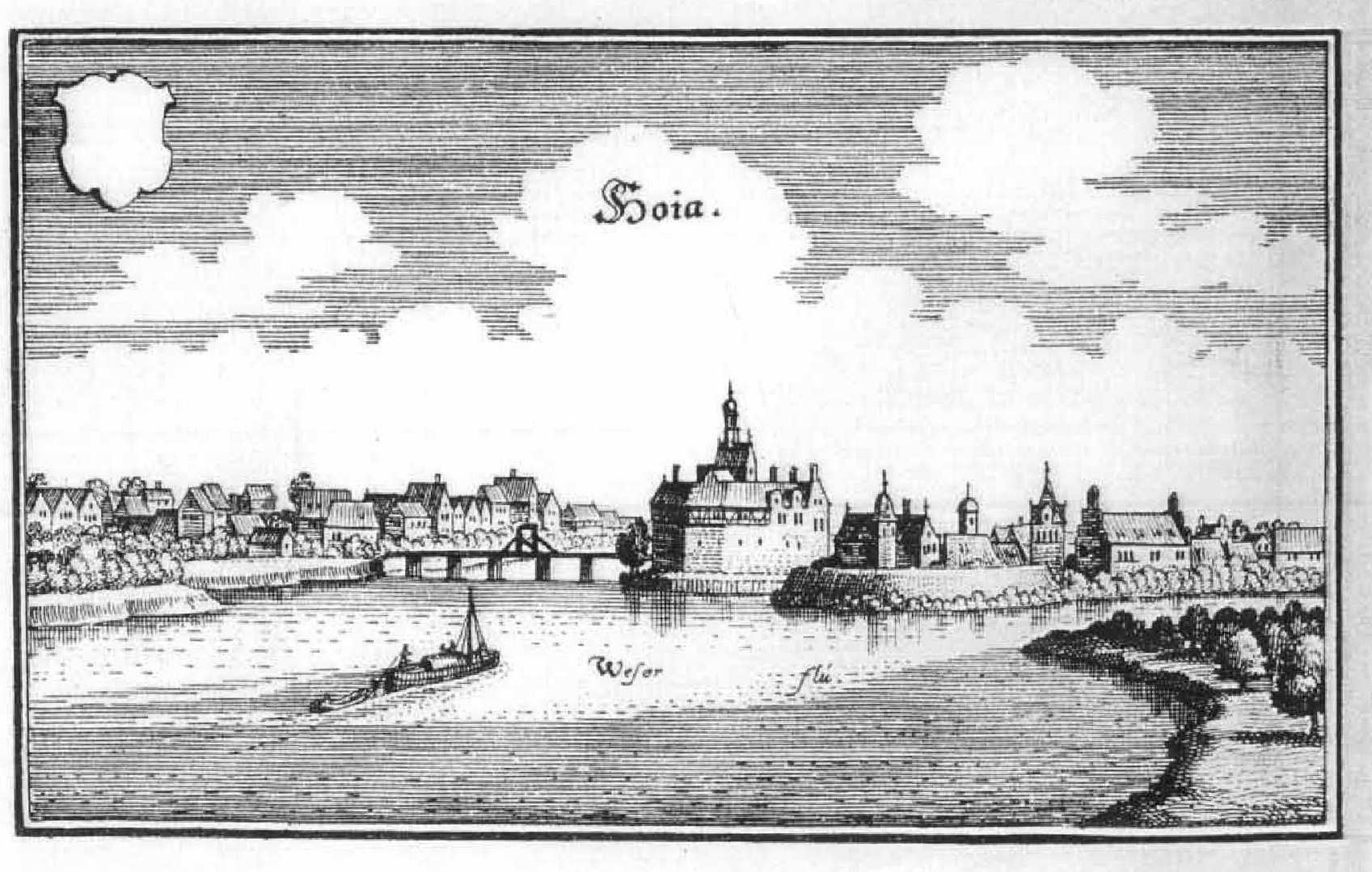
Hoya látképe egy 1648-as metszeten

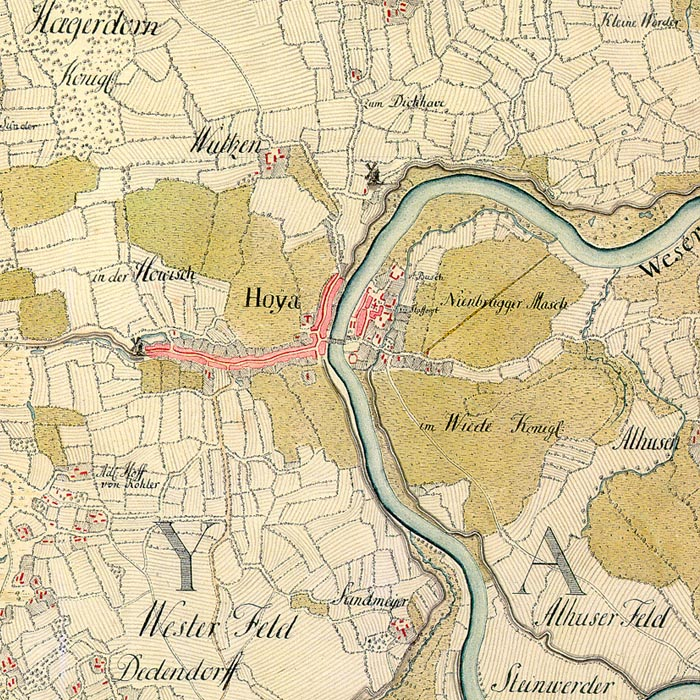
A város térképe 1771-ből

Hoya nevét 1150-ben említették először. A terület a Hoya grófok birtoka volt. 1582 után a Welf család tulajdonába került, akik 1625-ben területük védelmére erődítményt építettek (Nienburg).
1625-1626 között, a harmincéves háború alatt Hoya színhelye volt IV. Keresztély dán király és a császári tábornagy Johann t’Serclaes Tilly közötti harcoknak. Ekkor az egykori királyi palota is számos ágyúgolyó által súlyosan megrongálódott.
1866-tól Hoya a porosz Hannover tartományhoz tartozott. 1974-ben az önkormányzati reform idején Hoya városi székhely lett.
1977 óta Hoya a Nienburg kerület része.

## Népessége
| Lakosok száma | 3791 | 3772 | 3880 | 3865 | 3865 | 3905 | 3972 | 4020 |
|               | 2013 | 2015 | 2016 | 2017 | 2019 | 2021 | 2022 | 2023 |

## Nevezetességek
- A kastély
- A Szt. Martinus templom

## Itt születtek, itt éltek
- VIII. Otto (1530-1582) - Hoya Gróf
- Heinrich Albert Oppermann (1812-1870) - ügyvéd, politikus és író
- Fritz Meyer (1901-1980) - német politikus (DP)
- Rosel Zak (1942-2011) - német színházi és filmszínésznő
- Horst Friedrichs(* 1943) - számos Jerry Cotton regény szerzője
- Johann Beckmann (1739-1811) - egyetemi tanár
- August Heinrich von Borgstede (1757-1824) - porosz pénzügyi vezető és politikus
- Erick Bollmann (1769-1821), orvos, politikus, bankár és kalandor
- Ernst Friedrich Georg Hüpeden (1789-1845)
- Julius Elias (1861-1927) - zsidó művészeti író, mecénás
- Paula Müller-Otfried (1865-1946) - a női jogi aktivista
- Otto Hunte Müller (1878-1931) - orvos
- Rauschelbach Heinrich (1888-1978) - német csillagász
- Volker Heise (* 1961) - televíziós rendező és producer
- Martin Haspelmath (* 1963) - nyelvész
- Dörte Kuhlmann (* 1968) - építész, író és kurátor
- Christiane Balthasar (született 1970) - a televízió és filmrendező

## Galéria

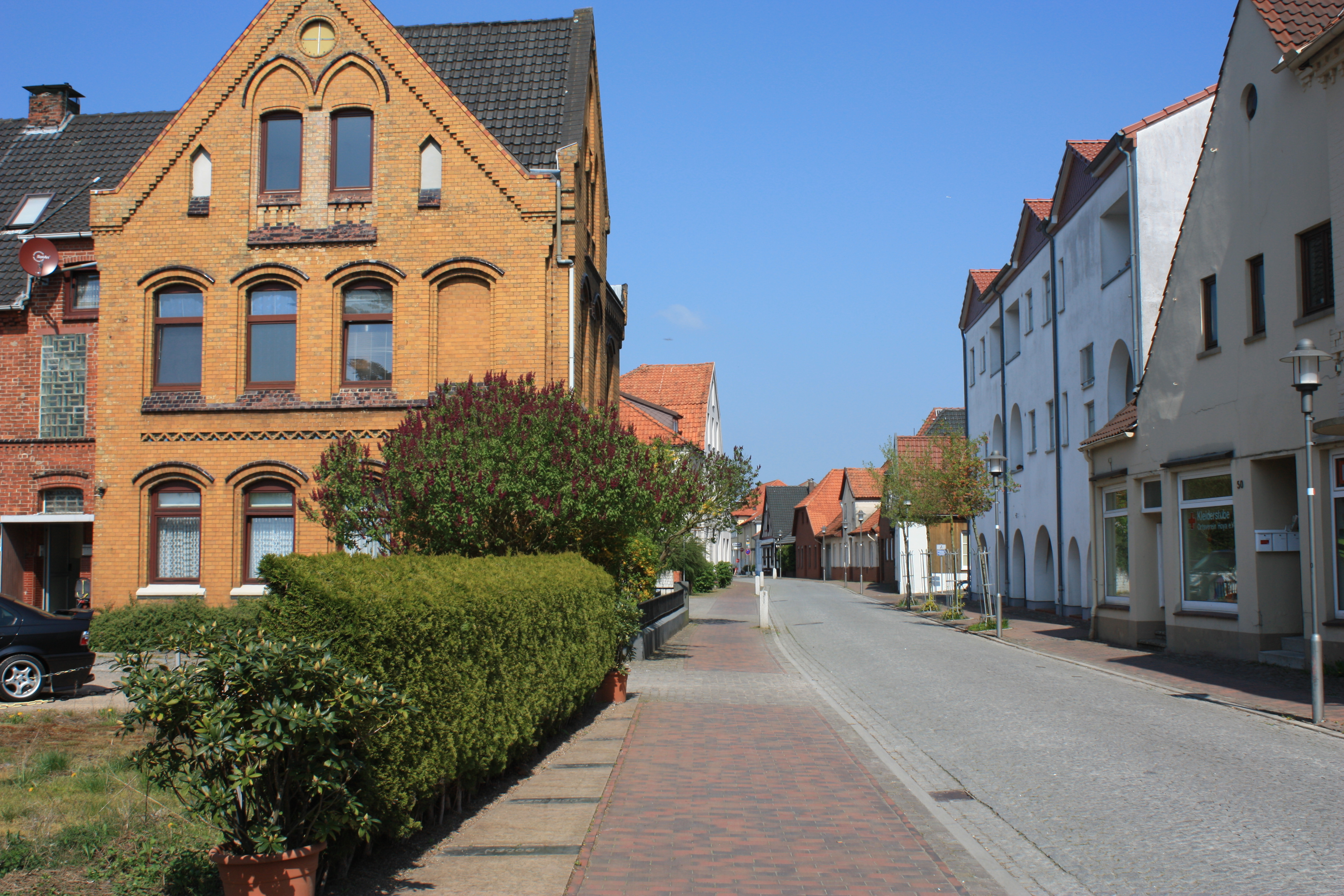
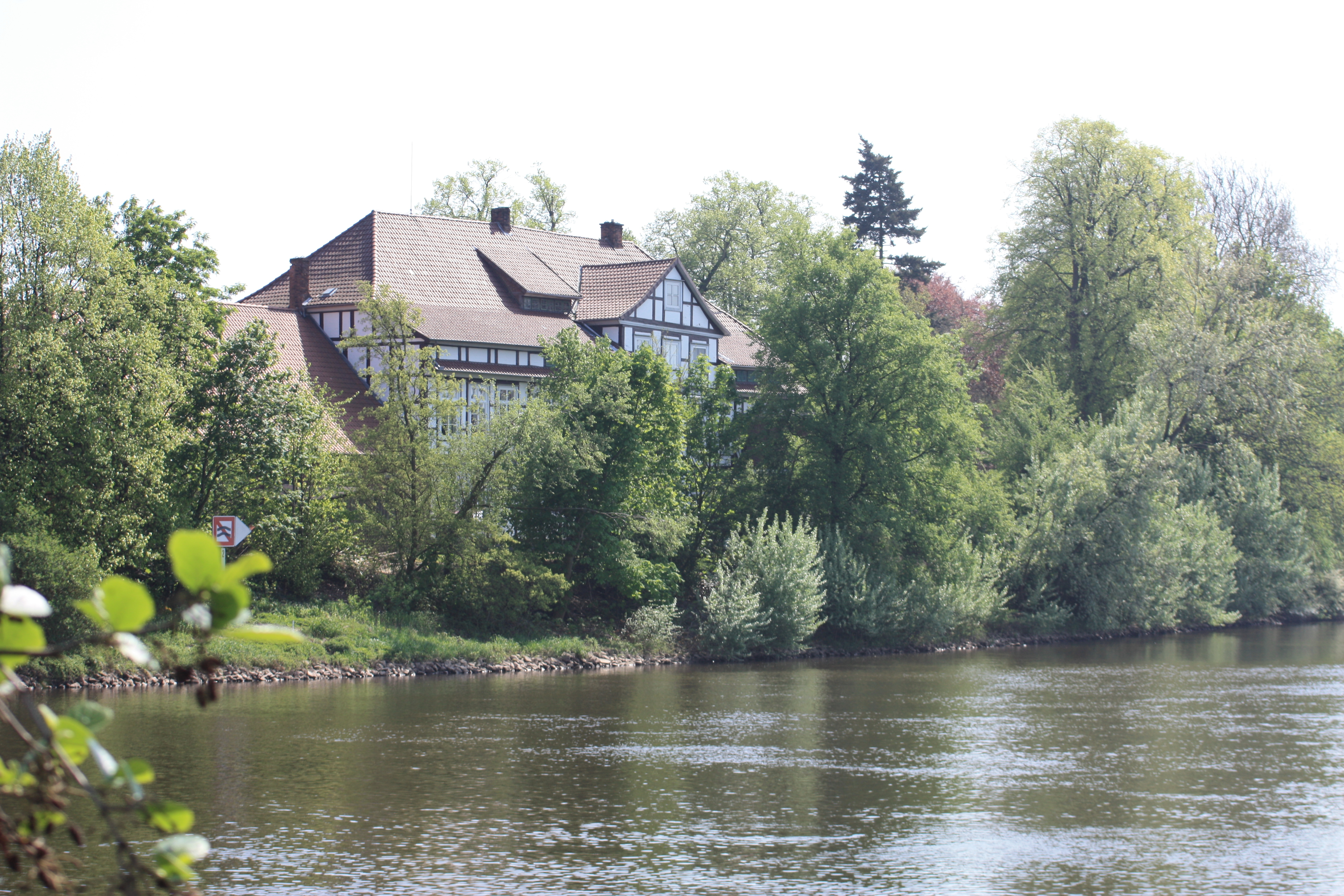
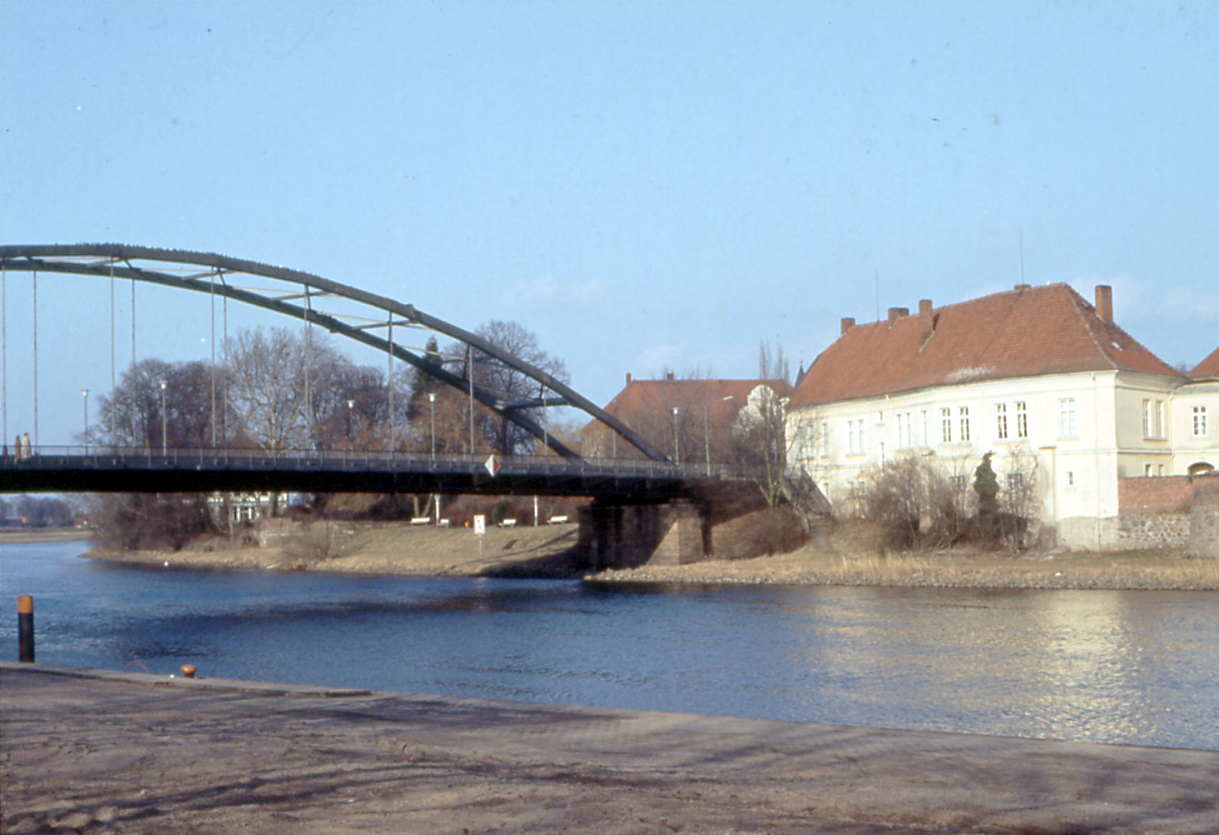
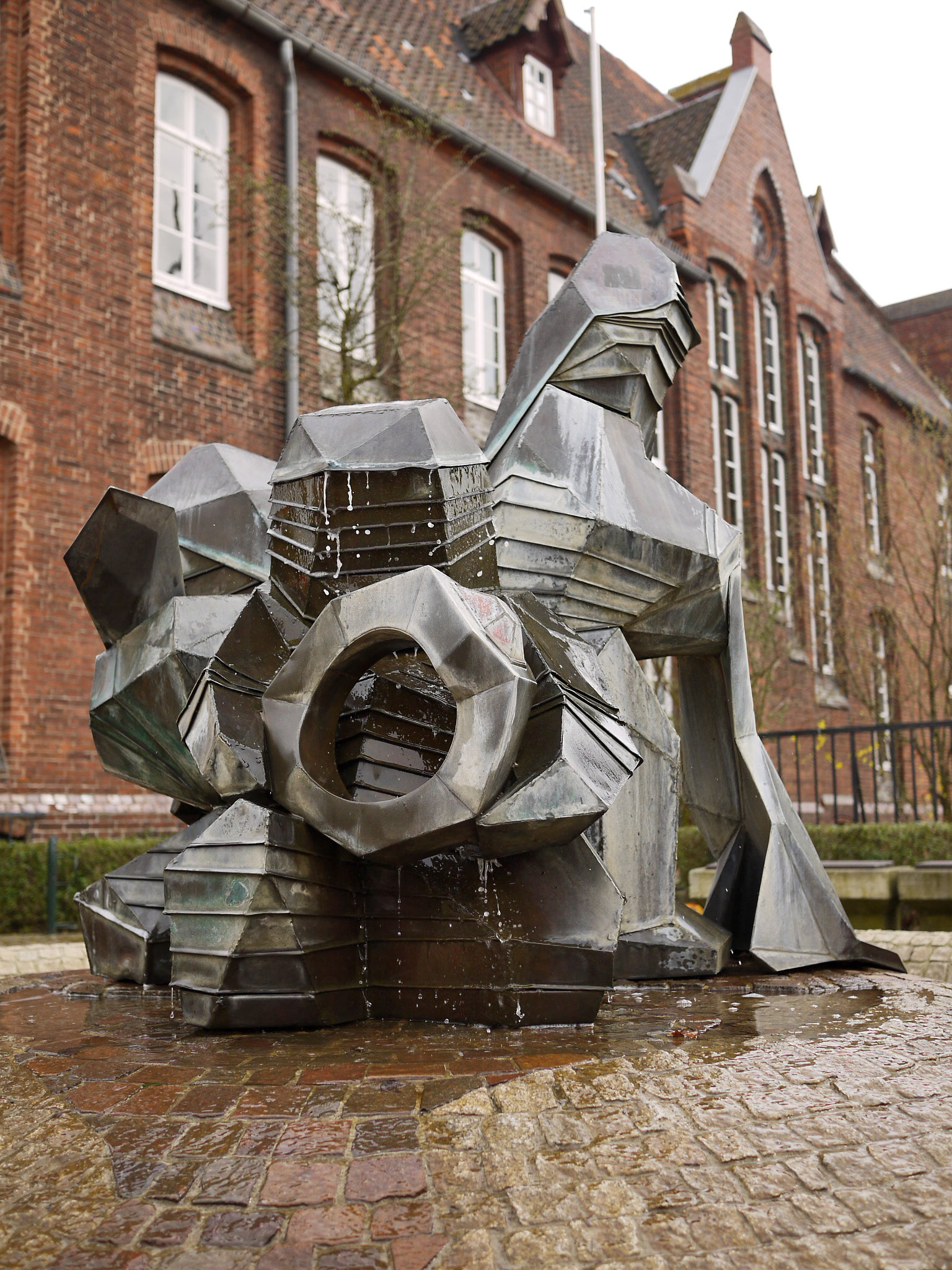
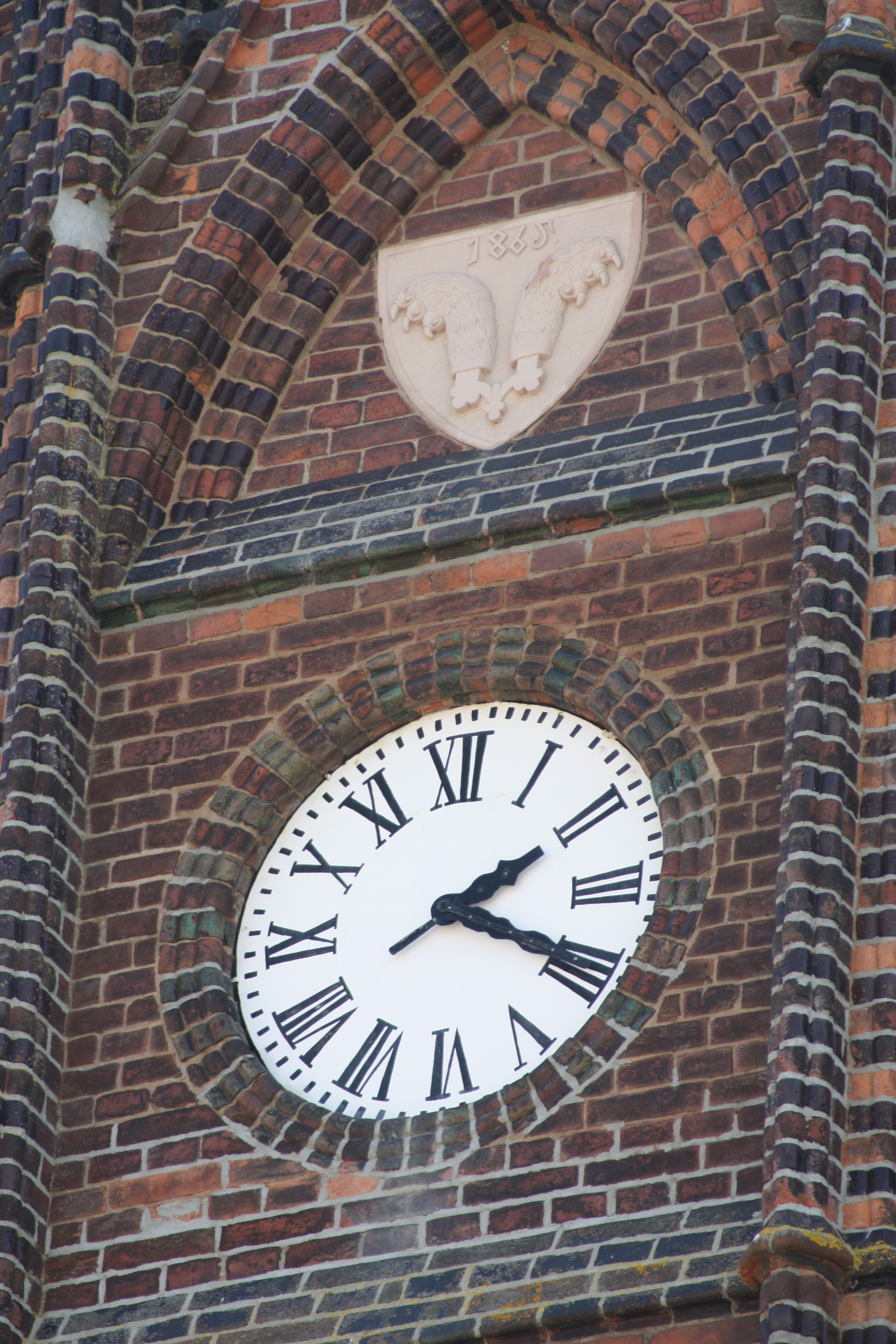
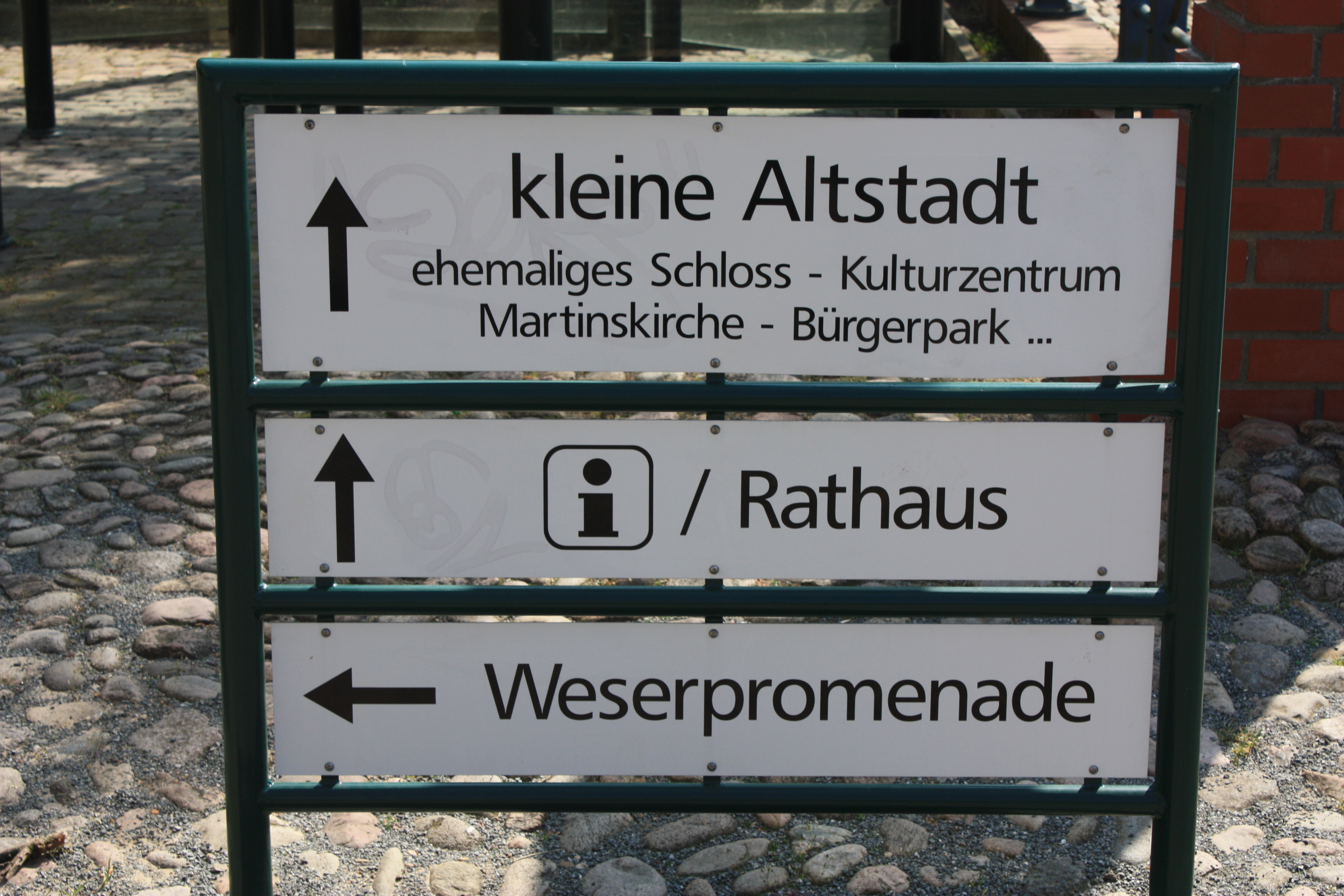
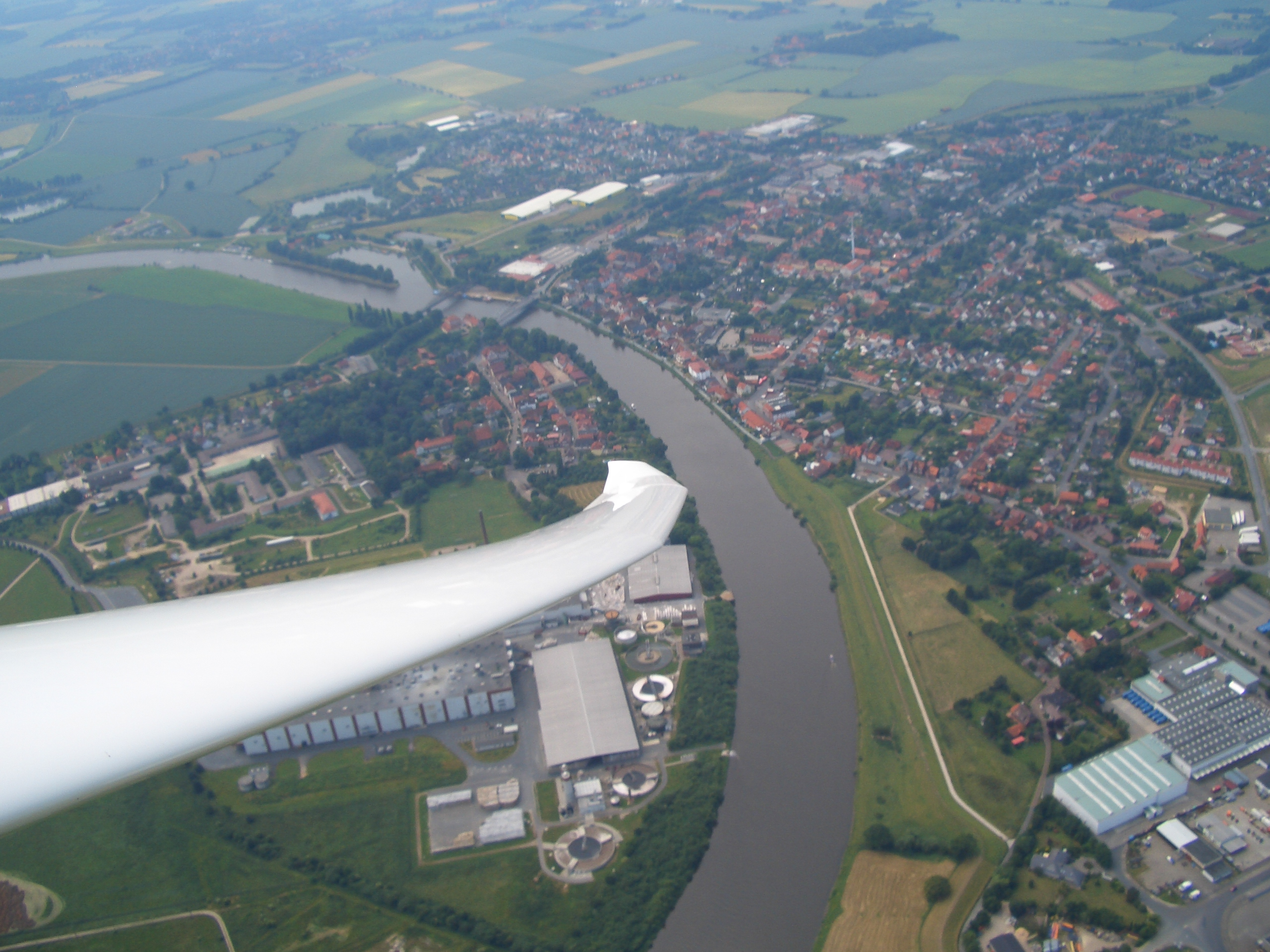
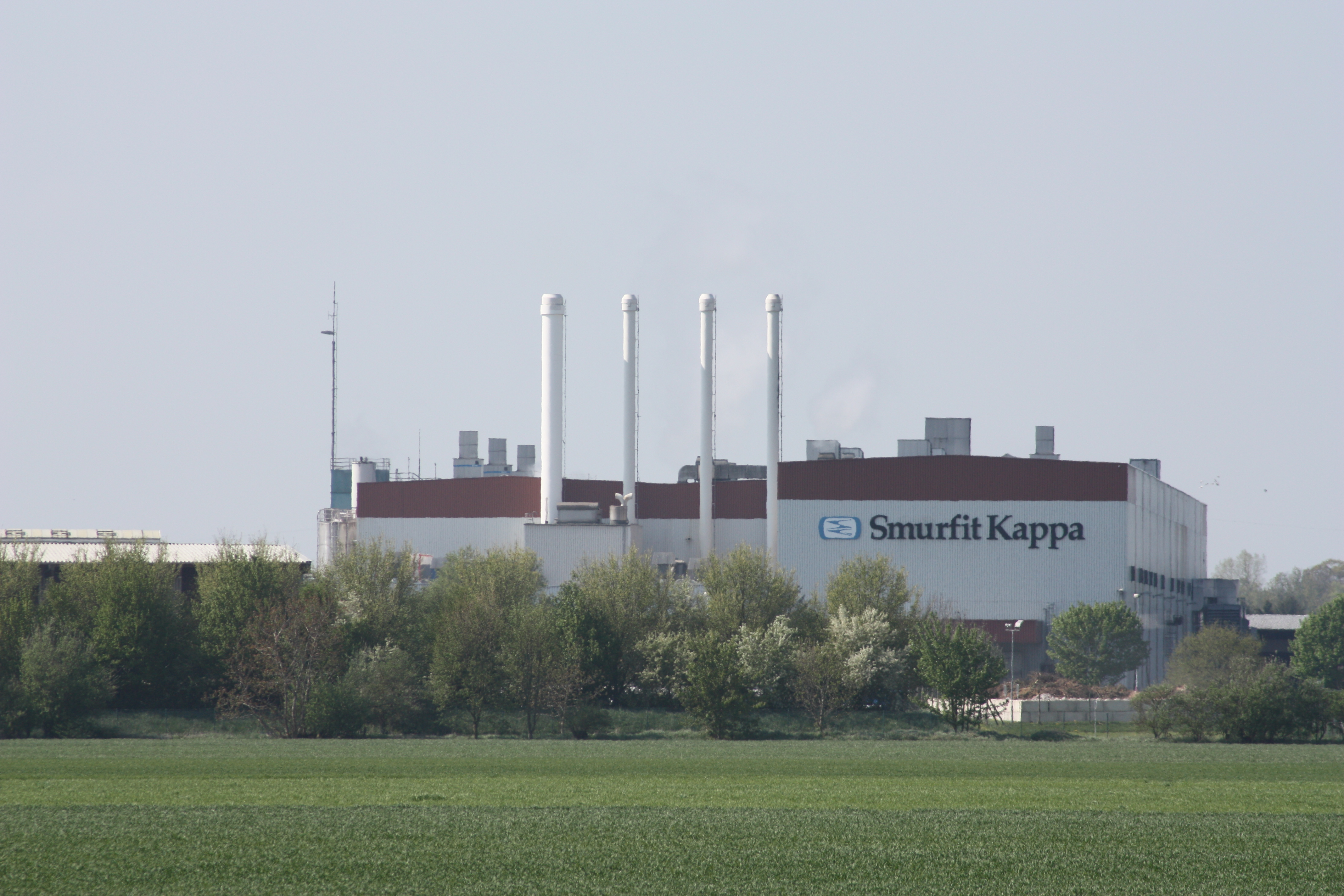
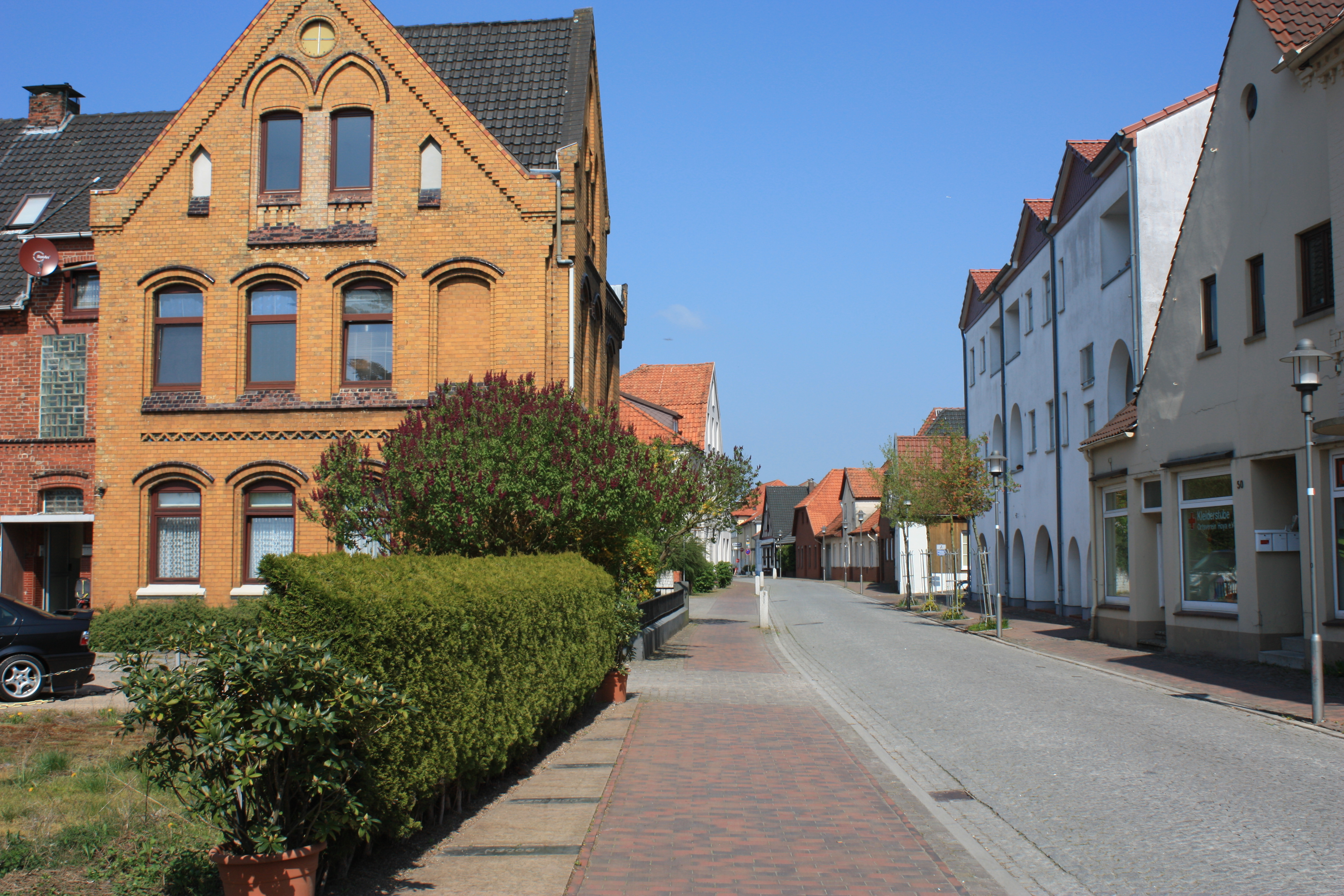
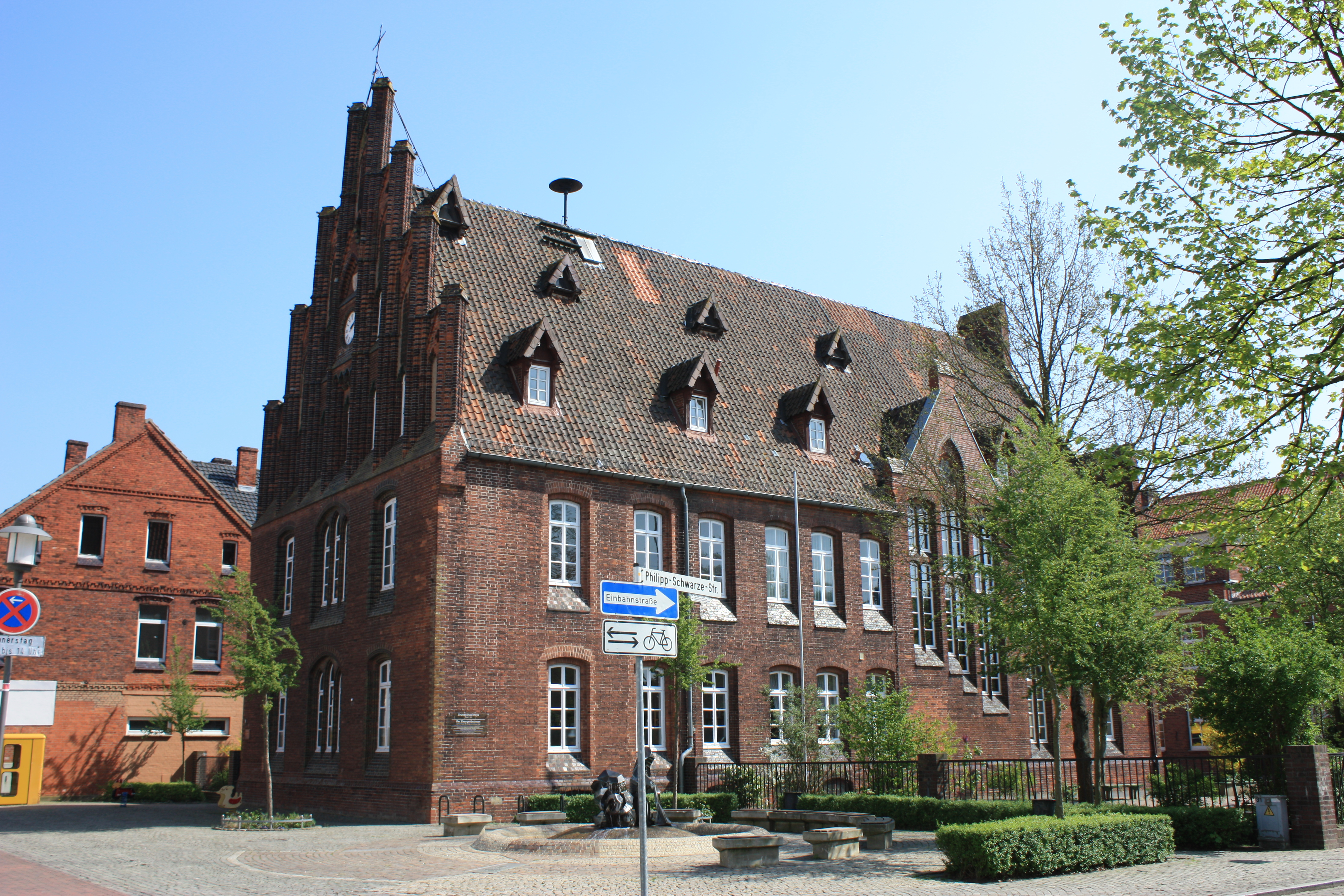
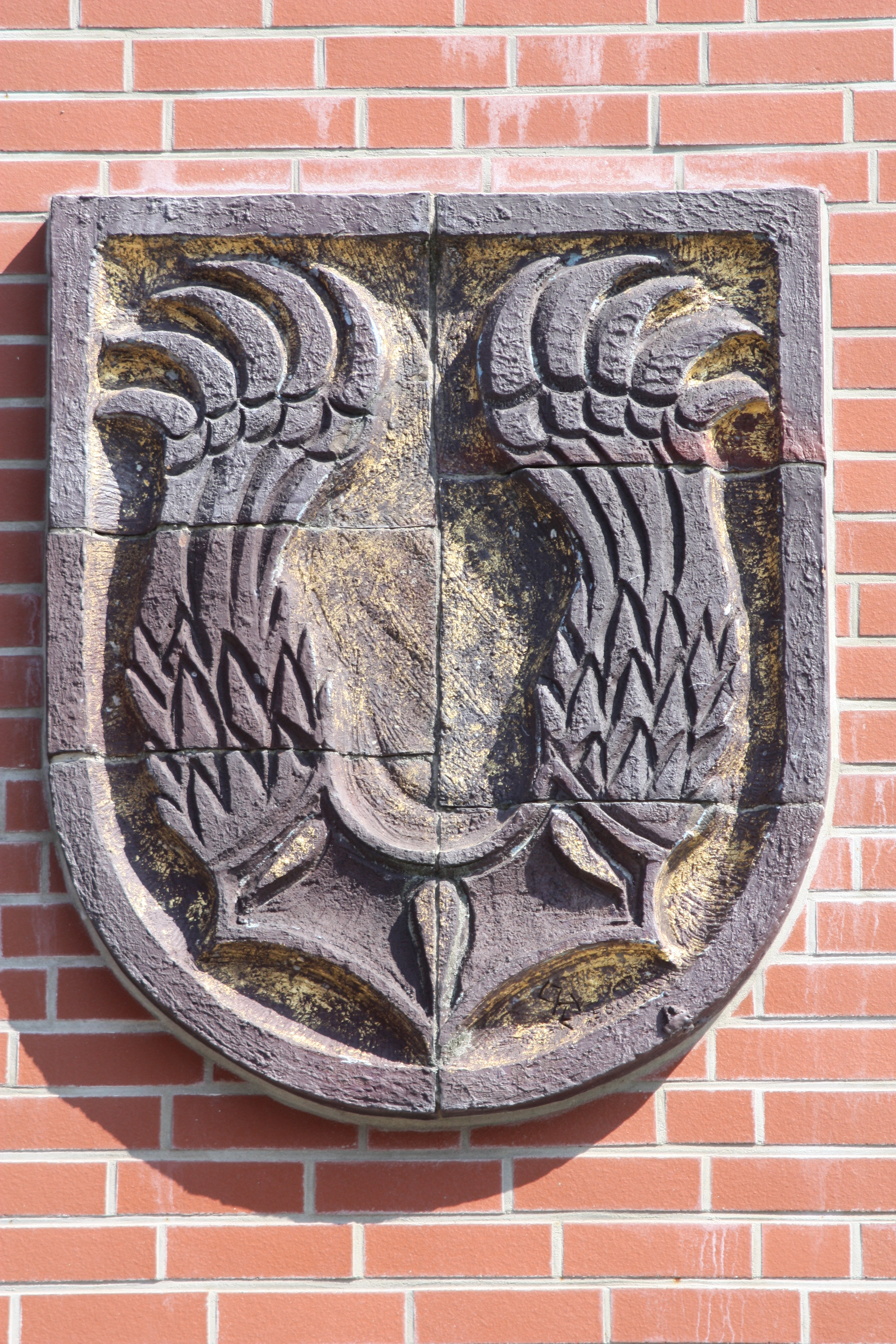
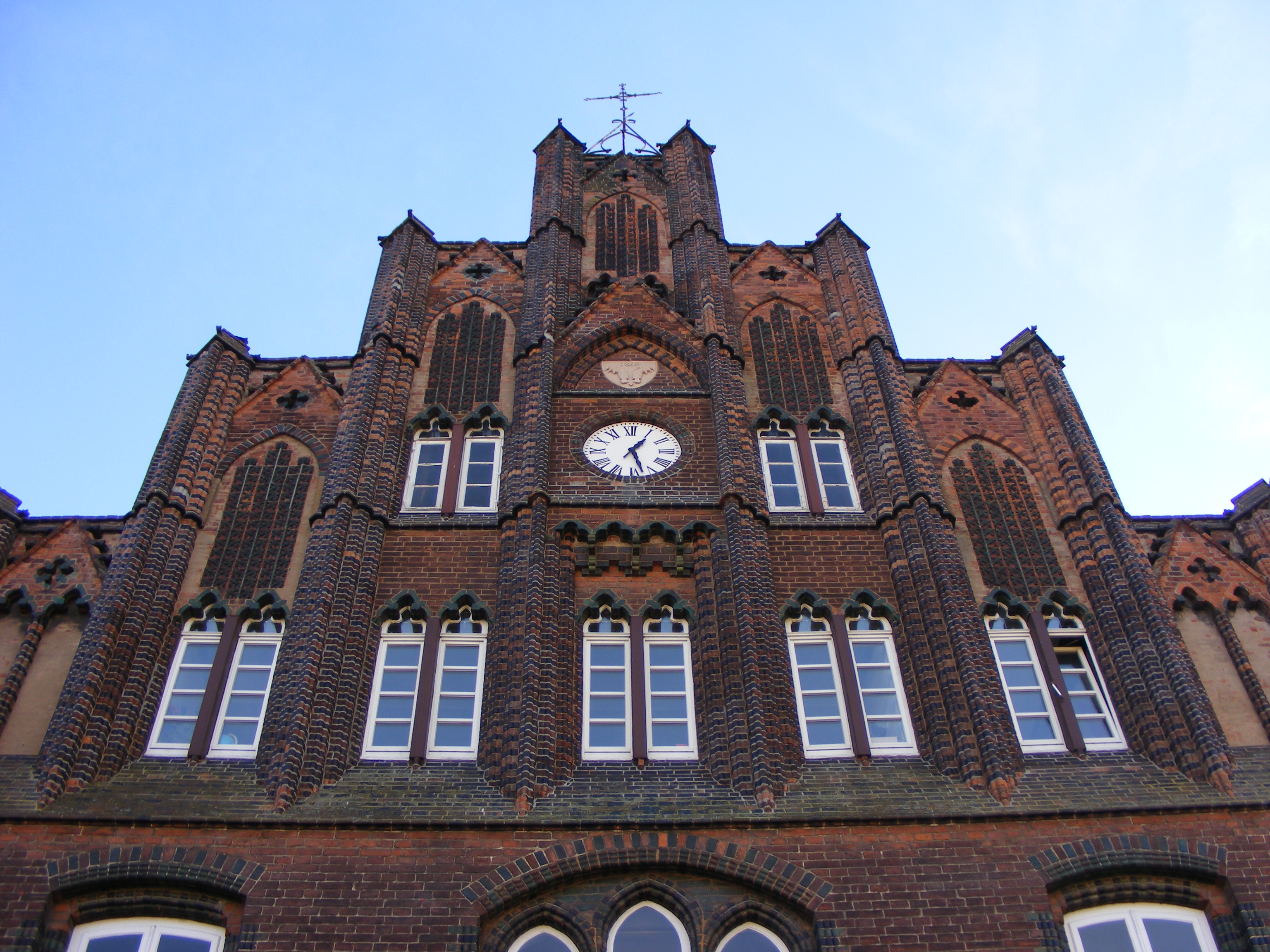